# Црква Светог Василија Острошког у Лепосавићу
Црква Светог Василија Острошког у Лепосавићу саграђена по пројекту архитекте Љубише Фолића спада међу ретка здања ...која због своје ликовне поетике заслужује достојнију афирмацију, будући да при-
пада малом броју култних објеката Српске православне цркве у којима је на креативан начин успостављен однос с њеним древним наслеђем.  Посебна специфићмост овог сакралног објекта је и та што је изграђен на, по много чему, јединственом подручју – Косову и Метохији, на коме су прошлост, садашњост и будућност у разноликој колизији. 
Црква је посвећена Светогм Василију Острошком Чудотворцу, великом светитељу и просветитељу српског рода, чију славу црквене и локалне власти и мештани Лепосавића и околине, славе 12. маја. У порти ове цркве изграђем је споменик 44. наследнику Светог Саве, Његовој светости Павлу.

## Положај
Цркви Светог Василија Острошког се налази на просторно-архитектонској целини целину  непосредно уз улицу „Војске Југославије” у Лепосавићу (алб. Leposaviq, Leposaviqi или Leposaviç, Leposaviçi, или Albanik, Albaniku) у  северном делу Косова и Метохије, градском насељу и седишту истоимене општине у Србији, у коме је према процени из 2011. године живело 3.702 становника. Црква која је у саставу Епархије рашко-призренске Српске православне цркве, административно припада Косовскомитровачком управном округу.

## Историја
Градња црква Светог Василија Острошког у Лепосавићу започела је последње године 2 миленијума а азавршена прве године трећег миленијума (тачније 2000. године). 
Први споменик неком од почивших патријарха Српске православне цркве откривен на Косову и Метохији, изграђен је у порти Цркве Светог Василија Острошког у Лепосевићу 2015. године и посвећен је Његовој светости патријарху српском Павлу који се упокојио 2009. године и сахрањен је у манастиру Раковица код Београда.

## Архитектура
Оно што цркву у Лепосавићу чини посебном у односу на већину сакралних објеката Српске православне цркве подигнуте скраја 20. и с почетка 21. века на подручју Србије јесте у томе што је:
| „ | ...у појединим њеним сегментима, прецизније у звоницима, као својеврсној доминанти тог здања, примењен минимализам, тј. структурализам, са истицањем лука као основног (и јединог) елемента од кога је сачињен. Поменута вредност лепосавићког храма, међутим, пречесто није препозната или је услед различитих предрасуда занемарена, неадекватно оцењена или пак погрешно протумачена. Неретко се могло чути да је реч о здању које се управо због својих звоника не уклапа у општеприхваћене оквире, уз коментар да је „српском оку купола најмилија“...Друкчије речено, концепт звоника лепосавићког храма је начињен од једног од основних кодова сакралног градитељства византијског света и његовог духовног круга. | ” |

Захваљујући аутору архитекти Љубиши Фолићу настао је храм који припада малом броју култних објеката Српске православне цркве подигнутих у последње време 
| „ | у којима је на креативан начин успостављен однос с њеним древним наслеђем, на посебан начин доприносећи развоју сакралне уметности хришћанског света. | ” |